# Borczyniec owocowy
Borczyniec owocowy (Carpocoris fuscispinus) – gatunek pluskwiaka z podrzędu różnoskrzydłych i rodziny tarczówkowatych.

## Opis
Pluskwiak ma ciało o długości od 10,5 do 14 mm, zmiennie ubarwione, ale zwykle z najciemniejszą przykrywką. Po bokach, a czasem też pośrodku głowy występują pasy czarnych punktów. Przedplecze jest szersze od odwłoka, o kątach przednio-bocznych wystających, zaostrzonych, nieco podniesionych, z lekko zaznaczoną wklęsłością. Odległość między przednią krawędzią przedplecza a odcinkiem łączącym jego kąty barkowe jest zwykle mniejsza niż ⅓ długości całego przedplecza. Tarczka jest równomiernie wypukła, krótsza od przykrywki, ma ona krawędzie boczne prawie proste, a na jej powierzchni znajduje się Y-kształtne wgłębienie. U populacji alpejskich tył tarczki często jest czarny i ścięty. Odnóża jasne, nigdy nie pomarańczowe. Narządy rozrodcze samców odznaczają się obecnością dwóch ciemnych ząbków na dolnej krawędzi hipofizy paramery.

## Biologia i ekologia
Zimuje jako owad dorosły. W Polsce spotykany wśród roślinności łąkowej, ruderalnej i w uprawach, nie będąc tam jednak szkodnikiem. Występuje głównie na roślinach z rodziny baldaszkowatych.

## Rozprzestrzenienie
Gatunek zachodniopalearktyczny. W Europie od Portugalii na zachodzie po Ural na wschodzie, na południe sięga Korsyki, środkowych Włoch i północnej Grecji, zaś na północ do południowej Szwecji i południowej Finlandii. Znany także z azjatyckiej części Rosji, Kazachstanu, Turcji, krajów Zakaukazia i nadkaspijskiej części Iranu. W Polsce wszędzie pospolity.